# Agostino Aglio
Agostino Aglio (Cremona, 15 dicembre 1777 – Londra, 30 gennaio 1857) è stato un pittore, disegnatore, incisore e litografo italiano.

## Biografia
Figlio di Gaetano e Anna Maria Mondoni, fu mandato a Milano nel 1789 per studiare con Giocondo Albertolli., e quindi a Roma con il paesista Campovecchio.
Nel 1798 si arruolò volontario nella legione della Repubblica Cisalpina e dal 1799 al 1802 viaggiò in Grecia e in Egitto con l'architetto William Wilkins, che lo invitò in Inghilterra, dove si stabilì dal 1803; due anni dopo si sposò con Letitia Clarke. 
Decorò chiese, teatri e ville, eseguì due ritratti della regina Vittoria, e paesaggi ad acquerello.
Nel 1849 fu colpito da una paralisi e continuò ad operare con la mano sinistra.
Numerosi suoi dipinti sono conservati al Victoria and Albert Museum di Londra.

## Opere
- Antiquities of Magna Graecia (come collaboratore dello Wilkins, 1807) disponibile per il download su Internet Archive

- Antiquities of Mexico (come collaboratore di Lord Kingsborough, 1830-48)